# Lei de Bases do Sistema Educativo
Em Portugal, a Lei de Bases do Sistema Educativo (LBSE) é a lei que estabelece o quadro geral do sistema educativo nacional.

## Aprovação e alterações
A Lei de Bases do Sistema Educativo foi aprovada pela Lei n.º 46/86, de 14 de outubro, e alterada pelas Leis n.º 115/97, de 19 de setembro, 49/2005, de 30 de agosto, e 85/2009, de 27 de agosto.

### Lei n.º 115/97, de 19 de setembro
As alterações introduzidas pela Lei n.º 115/97, de 19 de Setembro, visaram especialmente os seguintes aspectos:
- O regime de acesso ao ensino superior, transferindo para as instituições de ensino superior a competência para, no quadro de um conjunto de princípios que fixou, definir o processo de avaliação da capacidade para a frequência, bem como o de selecção e seriação dos candidatos;
- O sistema de graus, atribuindo às instituições de ensino superior politécnico a capacidade para a atribuição directa do grau de licenciado.[2]
- O sistema de formação de professores: (i) atribuindo às instituições de ensino superior politécnico a competência para a formação de professores do 3.º ciclo do ensino básico, em condições a definir; (ii) Elevando o nível de formação dos educadores de infância e dos professores do 1.º ciclo do ensino básico do bacharelato para a licenciatura.[3]

### Lei n.º 49/2005, de 30 de agosto
As alterações introduzidas pela Lei n.º 49/2005, de 30 de agosto, visaram especialmente os seguintes aspectos:
- A organização da formação superior com base no paradigma resultante do sistema de créditos europeu;
- A adopção do modelo de três ciclos de estudos, previsto no âmbito do Processo de Bolonha, conducentes aos graus de licenciado, mestre e doutor;
- O alargamento ao ensino politécnico da possibilidade de conferir o grau de mestre;
- A modificação das condições de acesso ao ensino superior para os que nele não ingressaram na idade de referência, atribuindo aos estabelecimentos de ensino superior a responsabilidade pela sua selecção;
- A criação de condições legais para o reconhecimento da experiência profissional através da sua creditação.

### Lei n.º 85/2009, de 27 de agosto
A Lei n.º 85/2009, de 27 de agosto: introduziu no artigo 4.º da LBSE um novo número (n.º 5) estabelecendo que o disposto nesta «não prejudica a definição de um regime mais amplo quanto à universalidade,obrigatoriedade e gratuitidade na organização geral do sistema educativo, nos termos da lei.»
As normas referentes à escolaridade obrigatória estendiam-na apenas até ao nono ano de escolaridade e determinavam que essa obrigatoriedade cessava aos 15 anos de idade.
As normas básicas quanto à extensão e forma de cumprimento da escolaridade obrigatória passaram a integrar os artigos 2.º e 3.º da própria Lei n.º 85/2009, de 27 de agosto, que ampliaram aquela escolaridade até ao fim do nível secundário de educação.
A Lei n.º 85/2009, de 27 de agosto, estabeleceu igualmente que a educação pré-escolar é universal para todas as crianças a partir do ano em que atinjam os 5 anos de idade, e que esta universalidade implica, para o Estado, o dever de garantir a existência de uma rede de educação pré-escolar que permita a inscrição de todas as crianças por ela abrangidas e o de assegurar que essa frequência se efetue em regime de gratuitidade da componente educativa.

## Estrutura da Lei de Bases do Sistema Educativo
A Lei de Bases do Sistema Educativo é constituída por 67 artigos, divididos pelos seguintes capítulos, secções e subsecções:
- Capítulo I - Âmbito e princípios
- Capítulo II - Organização do sistema educativo
  - Secção I - Educação pré-escolar
  - Secção II - Educação escolar
    - Subsecção I - Ensino básico
    - Subsecção II - Ensino secundário
    - Subsecção III - Ensino superior
    - Subsecção IV - Modalidades especiais de educação escolar

  - Secção III - Educação extra-escolar
- Capítulo III - Apoios e complementos educativos
- Capítulo IV - Recursos humanos
- Capítulo V - Recursos materiais
- Capítulo VI - Administração do sistema educativo
- Capítulo VII - Desenvolvimento e avaliação do sistema educativo
- Capítulo VIII - Ensino particular e cooperativo
- Capítulo IX - Disposições finais e transitórias.

## Antecedentes: a Lei n.º 5/73, de 25 de julho

### A génese
No final do Estado Novo, sendo Ministro da Educação Nacional Veiga Simão, o Governo apresentou à Assembleia Nacional uma proposta de lei que visava estabelecer um novo quadro geral do sistema educativo que servisse de base à reforma então em preparação, e que foi aprovada e publicada como Lei n.º 5/73, de 25 de Julho.
A Lei de Bases do Sistema de Ensino de 1973 previa uma alteração profunda no sistema educativo, que incluía, entre outras medidas, o alargamento da escolaridade obrigatória de seis para oito anos, o estabelecimento do ensino básico (incluindo quatro anos de ensino primário e quatro de ensino preparatório) a unificação dos ensinos liceal e técnico num único ensino secundário pluricurricular (dividido em dois ciclos de dois anos: curso geral e curso complementar) e a extinção do ensino médio (sendo os seus estabelecimentos escolares transformados em institutos politécnicos e integrados no ensino superior). No âmbito da Lei, também seriam alteradas as durações tradicionais do modelo de quatro estágios ou ciclos de ensino pré-superior introduzido no século XIX e ainda hoje seguido, passando dos 4+2+3+2 anos (11 anos de escolaridade) para os 4+4+2+2 anos (12 anos de escolaridade).
Embora não tenha sido revogada até 1986, a Lei n.º 5/73 não chegou a ser, em geral, aplicada. Apesar disso, foram aplicadas algumas medidas pontuais alinhadas com o que estava previsto naquela Lei.

### A estrutura
A Lei n.º 5/73 é constituída por 29 bases, divididas pelos seguintes capítulos, secções e subsecções:
- Capítulo I - Princípios fundamentais
- Capítulo II - Estrutura do sistema educativo
  - Secção 1.ª - Disposições gerais
  - Secção 2.ª - Educação pré-escolar
  - Secção 3.ª - Educação escolar
    - Subsecção 1.ª - Ensino básico
    - Subsecção 2.ª - Ensino secundário
    - Subsecção 3.ª - Ensino profissional
    - Subsecção 4.ª - Ensino superior

  - Secção 4.ª - Educação permanente
- Capítulo III - Formação dos agentes educativos
- Capítulo IV - Orientação escolar
- Capítulo V - Disposições finais